# Tigerdyrets familiefest
| Portal | Portal:Disney |

Tigerdyrets familiefest (eng: The Tigger Movie) er en amerikansk tegnefilm fra 2000.

## Medvirkende
| Figur       | Original stemme  | Dansk stemme         |
| ----------- | ---------------- | -------------------- |
| Tigerdyr    | Jim Cummings     | Torben Zeller        |
| Plys        | Jim Cummings     | John Hahn-Petersen   |
| Kængubarn   | Nikita Hopkins   | Julian T. Kellermann |
| Ninka Ninus | Ken Sansom       | Jens Zacho Böye      |
| Grisling    | John Fiedler     | Lars Thiesgaard      |
| Æsel        | Peter Cullen     | Nis Bank-Mikkelsen   |
| Ugle        | Andre Stojka     | Niels Weyde          |
| Kængu       | Kath Soucie      | Tammi Øst            |
| Jakob       | Tom Attenborough | Lukas Forchhammer    |
| Fortælleren | John Hurt        | Jørgen Teytaud       |